# Nikolaus Hummel
Nikolaus Hummel (* 24. September 1924 in Biled, Königreich Rumänien; † 7. Januar 2006 in Pressbaum/Niederösterreich) war der vierte Bischof der Altkatholischen Kirche Österreichs.

## Leben
Nikolaus Hummel besuchte die Grundschule in Biled und anschließend von 1935 bis 1941 das deutsche Gymnasium in Sighișoara. Von 1941 bis 1943 war er Schüler der Prinz-Eugen-Schule in Temeswar und legte im Mai 1943 die Matura ab. Während eines Fronteinsatzes kam er 1945 in amerikanische Kriegsgefangenschaft und wurde in Wegscheid bei Linz entlassen.
Hummel blieb nach dem Zweiten Weltkrieg in Österreich, wo er von 1940 bis 1955 an der Evangelisch-Theologischen Fakultät der Universität Wien studierte. Er wurde 1955 zum Priester geweiht. Von 1955 bis 1961 war er als altkatholischer Seelsorger in Klagenfurt und ab 1961 in Wien-Brigittenau tätig.
Der altkatholischen Kirche trat Hummel 1951 bei. Im Dezember 1974 wurde er zum Bischof der Altkatholiken in Österreich ernannt. Am 12. April 1975 spendete ihm in der Wiener Sankt-Salvator-Kirche der Utrechter Erzbischof Marinus Kok die Bischofsweihe.
Nach 20 Jahren in dieser Tätigkeit trat er 1994 in den Ruhestand. Sein Nachfolger wurde Bernhard Heitz.